# Ibias
Ibias är en kommun i Spanien. Den ligger i den autonoma regionen Asturien i nordvästra delen av landet, 400 km nordväst om huvudstaden Madrid. Antalet invånare är 1 098 (2024). Arean är 333,41 kvadratkilometer. Ibias gränsar till Allande, Cangas del Narcea, Degaña, Peranzanes, Candín, Navia de Suarna och Negueira de Muñiz. 